# Скобелево (област Сливен)
Вижте пояснителната страница за други значения на Скобелево.
Скобелево е село в Югоизточна България. То се намира в община Сливен, област Сливен.

## История
Старото му име е Кюпеклий.